# Patrick Côté
Patrick Côté (Rimouski, Quebec; 29 de febrero de 1980) es un artista marcial mixto canadiense actualmente retirado que compitió en la categoría de peso wélter de Ultimate Fighting Championship (UFC).

## Carrera de artes marciales mixtas

### Ultimate Fighting Championship
Côté hizo su debut en UFC en 2004 en UFC 50 contra Tito Ortiz. Côté aceptó la pelea con solo cuatro días de antelación cuando el veterano Den Mezger se retiró del evento principal debido a una lesión. Côté perdió por decisión unánime; Sin embargo, impresionó a los funcionarios de UFC por no ser noqueado por Ortiz y la voluntad de tomar la pelea con poca antelación.
Côté regresó al octágono en 2005 perdiendo sus dos siguientes peleas contra Joe Doerksen y Chris Leben. En 2006, Côté fue un concursante en The Ultimate Fighter: The Comeback, derrotando a Jorge Rivera y Edwin Dewees en partidos de exhibición. Avanzó a la final, donde perdió por sumisión en la primera ronda contra Travis Lutter en The Ultimate Fighter 4 Finale. Esta derrota amplió su récord negativo en UFC a 0-4.
Tres meses más tarde Côté consiguió su primera victoria en la UFC en el evento UFC 67, derrotando a su compañero de equipo de TUF4 Scott Smith por decisión unánime. En agosto de 2007, derrotó a Kendall Grove en UFC 74 a través de TKO en la primera ronda. Côté peleó después con Drew McFedries en UFC Fight Night, ganando en la primera ronda por TKO. Côté amplió su racha de victorias en UFC a cuatro peleas en UFC 86, al derrotar a Ricardo Almeida por decisión dividida, ganándole una oportunidad por el título.
Côté enfrentó al campeón de peso medio de la UFC, Anderson Silva, el 25 de octubre de 2008 en el UFC 90, el primer evento de la UFC en Illinois. Silva ganó las primeras 2 rondas. En la tercera ronda, Côté sufrió una lesión en la rodilla derecha. El árbitro Herb Dean paró la pelea ya que Côté no podía continuar, declarando la pelea victoria por TKO para Silva. Côté, sin embargo, se convirtió en el primero de los oponentes de Silva en UFC en llegar a la tercera ronda.
El 25 de enero de 2009, mientras se recuperaba de una intervención en la rodilla, Patrick dijo durante una entrevista con MMA Mania que si él consigue una revancha con Anderson Silva está seguro de que lo va a vencer. También indicó en una entrevista en julio de 2009 en el programa de televisión Rogers Sportsnet MMA Connected que le gustaría pelear contra Michael Bisping, asumiendo que Bisping perdió contra Dan Henderson.
Côté regresó de su lesión después de casi un año y medio fuera en UFC 113. En la segunda ronda Côté perdió por sumisión contra Alan Belcher después de ser golpeado en la cabeza. Côté se quejó después de la pérdida de que había sido clavado ilegalmente en el octágono, pero el árbitro dictaminó que Côté había aterrizado con la cara, no de cabeza.
Côté fue derrotado por Tom Lawlor el 23 de octubre de 2010 en el UFC 121. Tras la derrota por decisión unánime, fue despedido de la empresa.

### Promociones independientes
El 18 de enero de 2011 Côté confirmó a través de Twitter que había firmado un contrato con la promoción Ringside MMA de Montreal para pelear en un próximo evento que se celebrará en el Centro Bell de Montreal. Se enfrentó a Kalib Starnes y ganó la pelea por decisión unánime.
El 4 de junio de 2011 Côté enfrentó a Todd Brown, veterano del UFC. El día anterior, Brown y Cote tuvieron una confrontación cuando Brown empujó a Cote durante los pesajes y Cote golpeó a Brown en la cara. Cote ganó la pelea por decisión unánime.
El 7 de octubre de 2011 Côté se enfrentó a Crafton Wallace en Instinct MMA 1 en Boisbriand, Quebec, Canadá. Côté ganó la pelea a través de TKO después de que Wallace se lesionara la pierna.
Côté luchó el 31 de marzo de 2012 en la AFC 2 contra Gustavo Machado en Brasil. Côté ganó a través de KO en la primera ronda.

### Regreso a UFC
Côté regresó a la UFC reemplazando a Rich Franklin contra Cung Le el 7 de julio de 2012 en UFC 148. Cote fue derrotado por decisión unánime.
Côté peleó contra Alessio Sakara el 17 de noviembre de 2012 en UFC 154. Ganó la pelea por descalificación después de ser golpeado en la parte posterior de la cabeza varias veces.
El 18 de diciembre de 2012 se anunció que Cote estaba en la división de peso wélter. Côté enfrentó Bobby Voelker el 16 de marzo de 2013 en UFC 158. Tuvo éxito en su debut wélter, ganando la pelea por decisión unánime.
El 14 de junio de 2013, se anunció que Côté estaría entrenando en The Ultimate Fighter Nations: Canadá vs. Australia, frente a Kyle Noke. El reality show cuenta con pesos wélter y medianos. Los entrenadores se enfrentaron el 16 de abril de 2014 en The Ultimate Fighter Nations Finale. Côté ganó la pelea por decisión unánime.
Côté enfrentó a Stephen Thompson el 27 de septiembre de 2014 en el UFC 178. Perdió por decisión unánime.
Côté se enfrentó a Joe Riggs en UFC 186 el 25 de abril de 2015. Ganó la pelea por decisión unánime.
Côté enfrentó a Josh Burkman el 23 de agosto de 2015 en UFC Fight Night 74. Ganó la pelea a través de TKO en la tercera ronda y ambos participantes recibieron el premio a la Pelea de la Noche. Cote se convirtió en la primera persona que vencía a Burkman por TKO.
Côté se enfrentó a Ben Saunders el 17 de enero de 2016 en UFC Fight Night 81. Ganó la pelea a través de TKO en la segunda ronda.
Côté enfrentó al ex peso ligero Donald Cerrone el 18 de junio de 2016 en UFC Fight Night 89. Perdió la pelea por TKO en la tercera ronda.
Cote se enfrentó a Thiago Alves el 8 de abril de 2017 en UFC 210. Perdió la pelea por decisión unánime. Tras la pelea colocó sus guantes en el centro del octágono y anunció que esta era su última pelea.

## Campeonatos y logros
- Ultimate Fighting Championship
  - Pelea de la Noche (Una vez)
  - KO de la Noche (Dos veces)
  - Finalista de The Ultimate Fighter 4

## Récord en artes marciales mixtas
| Récord profesional | Récord profesional | Récord profesional |
| 33 peleas          | 23 victorias       | 10 derrotas        |
| ------------------ | ------------------ | ------------------ |
| Nocaut             | 10                 | 2                  |
| Sumisión           | 3                  | 3                  |
| Decisión           | 9                  | 5                  |

| Resultado | Récord | Oponente           | Método                          | Evento                                                   | Fecha                    | Ronda | Tiempo | Localización                    | Notas                                   |
| --------- | ------ | ------------------ | ------------------------------- | -------------------------------------------------------- | ------------------------ | ----- | ------ | ------------------------------- | --------------------------------------- |
| Derrota   | 23–11  | Thiago Alves       | Decisión (unánime)              | UFC 210                                                  | 8 de abril de 2017       | 3     | 5:00   | Buffalo, Nueva York             |                                         |
| Derrota   | 23–10  | Donald Cerrone     | TKO (golpes)                    | UFC Fight Night: MacDonald vs. Thompson                  | 18 de junio de 2016      | 3     | 2:35   | Ottawa, Ontario                 |                                         |
| Victoria  | 23–9   | Ben Saunders       | TKO (golpes)                    | UFC Fight Night: Dillashaw vs. Cruz                      | 17 de enero de 2016      | 2     | 1:14   | Boston, Massachusetts           |                                         |
| Victoria  | 22–9   | Josh Burkman       | TKO (golpes)                    | UFC Fight Night: Holloway vs. Oliveira                   | 23 de agosto de 2015     | 3     | 1:26   | Saskatoon, Saskatchewan         | Pelea de la noche.                      |
| Victoria  | 21–9   | Joe Riggs          | Decisión (unánime)              | UFC 186                                                  | 25 de abril de 2015      | 3     | 5:00   | Montreal, Quebec                |                                         |
| Derrota   | 20–9   | Stephen Thompson   | Decisión (unánime)              | UFC 178                                                  | 27 de septiembre de 2014 | 3     | 5:00   | Las Vegas, Nevada               |                                         |
| Victoria  | 20–8   | Kyle Noke          | Decisión (unánime)              | The Ultimate Fighter Nations Finale: Bisping vs. Kennedy | 16 de abril de 2014      | 3     | 5:00   | Quebec City, Quebec             |                                         |
| Victoria  | 19–8   | Bobby Voelker      | Decisión (unánime)              | UFC 158                                                  | 16 de marzo de 2013      | 3     | 5:00   | Montreal, Quebec                | Debut en peso wélter.                   |
| Victoria  | 18–8   | Alessio Sakara     | DQ (golpes detrás de la cabeza) | UFC 154                                                  | 17 de noviembre de 2012  | 1     | 1:26   | Montreal, Quebec                |                                         |
| Derrota   | 17–8   | Cung Le            | KO (golpes)                     | UFC 148                                                  | 7 de julio de 2012       | 3     | 5:00   | Las Vegas, Nevada               |                                         |
| Victoria  | 17–7   | Gustavo Machado    | KO (golpes)                     | Amazon Forest Combat 2                                   | 31 de marzo de 2012      | 1     | 2:44   | Manaus                          |                                         |
| Victoria  | 16–7   | Crafton Wallace    | TKO (lesión)                    | Instinct MMA 1                                           | 7 de octubre de 2011     | 1     | 1:36   | Boisbriand, Quebec              |                                         |
| Victoria  | 15–7   | Todd Brown         | Decisión (unánime)              | Ringside MMA 11                                          | 4 de junio de 2011       | 3     | 5:00   | Quebec City, Quebec             |                                         |
| Derrota   | 14–7   | Kalib Starnes      | Decisión (unánime)              | Ringside MMA 10                                          | 9 de abril de 2011       | 3     | 5:00   | Montreal, Quebec                |                                         |
| Derrota   | 13–7   | Tom Lawlor         | Decisión (unánime)              | UFC 121                                                  | 23 de octubre de 2010    | 3     | 5:00   | Anaheim, California             |                                         |
| Derrota   | 13–6   | Alan Belcher       | Sumisión (rear naked choke)     | UFC 113                                                  | 8 de mayo de 2010        | 2     | 3:25   | Montreal, Quebec                |                                         |
| Derrota   | 13–5   | Anderson Silva     | TKO (lesión)                    | UFC 90                                                   | 25 de octubre de 2008    | 3     | 0:39   | Rosemont, Illinois              | Por el Campeonato de Peso Medio de UFC. |
| Victoria  | 13–4   | Ricardo Almeida    | Decisión (dividida)             | UFC 86                                                   | 5 de julio de 2008       | 3     | 5:00   | Las Vegas, Nevada               |                                         |
| Victoria  | 12–4   | Drew McFedries     | TKO (golpes)                    | UFC Fight Night: Swick vs. Burkman                       | 23 de enero de 2008      | 1     | 1:44   | Las Vegas, Nevada               | KO de la Noche.                         |
| Victoria  | 11–4   | Kendall Grove      | TKO (golpes)                    | UFC 74                                                   | 25 de agosto de 2007     | 1     | 4:45   | Las Vegas, Nevada               | KO de la Noche.                         |
| Victoria  | 10–4   | Jason Day          | Sumisión (golpes)               | TKO 29                                                   | 1 de junio de 2007       | 1     | 4:05   | Montreal, Quebec                |                                         |
| Victoria  | 9–4    | Scott Smith        | TKO (golpes)                    | UFC 67                                                   | 3 de febrero de 2007     | 3     | 5:00   | Las Vegas, Nevada               |                                         |
| Derrota   | 8–4    | Travis Lutter      | Sumisión (armbar)               | The Ultimate Fighter: The Comeback Finale                | 11 de noviembre de 2006  | 1     | 2:18   | Las Vegas, Nevada               |                                         |
| Victoria  | 8–3    | Jason MacDonald    | Sumisión (rear naked choke)     | MFC 9: No Excuses                                        | 10 de marzo de 2006      | 5     | 3:35   | Edmonton, Alberta               |                                         |
| Victoria  | 7–3    | Bill Mahood        | Sumisión (guillotine choke)     | KOTC                                                     | 11 de febrero de 2006    | 2     | 2:42   | Prince George, British Columbia |                                         |
| Derrota   | 6–3    | Chris Leben        | Decisión (dividida)             | UFC Ultimate Fight Night                                 | 6 de agosto de 2005      | 3     | 5:00   | Las Vegas, Nevada               |                                         |
| Derrota   | 6–2    | Joe Doerksen       | Sumisión (rear naked choke)     | UFC 52                                                   | 16 de abril de 2005      | 3     | 2:35   | Las Vegas, Nevada               | Debut en el peso medio.                 |
| Victoria  | 6–1    | Ricardeau Francois | Decisión (dividida)             | TKO 19                                                   | 29 de enero de 2005      | 3     | 5:00   | Montreal, Quebec                |                                         |
| Derrota   | 5–1    | Tito Ortiz         | Decisión (unánime)              | UFC 50                                                   | 22 de octubre de 2004    | 3     | 5:00   | Atlantic City, New Jersey       |                                         |
| Victoria  | 5–0    | Bill Mahood        | KO (golpes)                     | TKO 16                                                   | 22 de mayo de 2004       | 1     | 0:21   | Quebec City, Quebec             |                                         |
| Victoria  | 4–0    | Steve Vigneault    | KO (golpe)                      | TKO 14                                                   | 29 de noviembre de 2003  | 1     | 1:08   | Victoriaville, Quebec           |                                         |
| Victoria  | 3–0    | Yan Pellerin       | Decisión (unánime)              | TKO 13                                                   | 6 de septiembre de 2003  | 3     | 5:00   | Montreal, Quebec                |                                         |
| Victoria  | 2–0    | Glenn Murodch      | TKO (golpes)                    | UCC Proving Ground 9                                     | 22 de marzo de 2003      | 1     | 5:00   | Victoriaville, Quebec           |                                         |
| Victoria  | 1–0    | Pascal Gosselin    | Sumisión (rear naked choke)     | UCC Proving Ground 8                                     | 3 de noviembre de 2002   | 1     | 1:18   | Victoriaville, Quebec           |                                         |